# Mănășturu Românesc, Cluj
Mănășturu Românesc (în maghiară Felsőgyerőmonostor) este un sat în comuna Mănăstireni din județul Cluj, Transilvania, România.

## Galerie de imagini

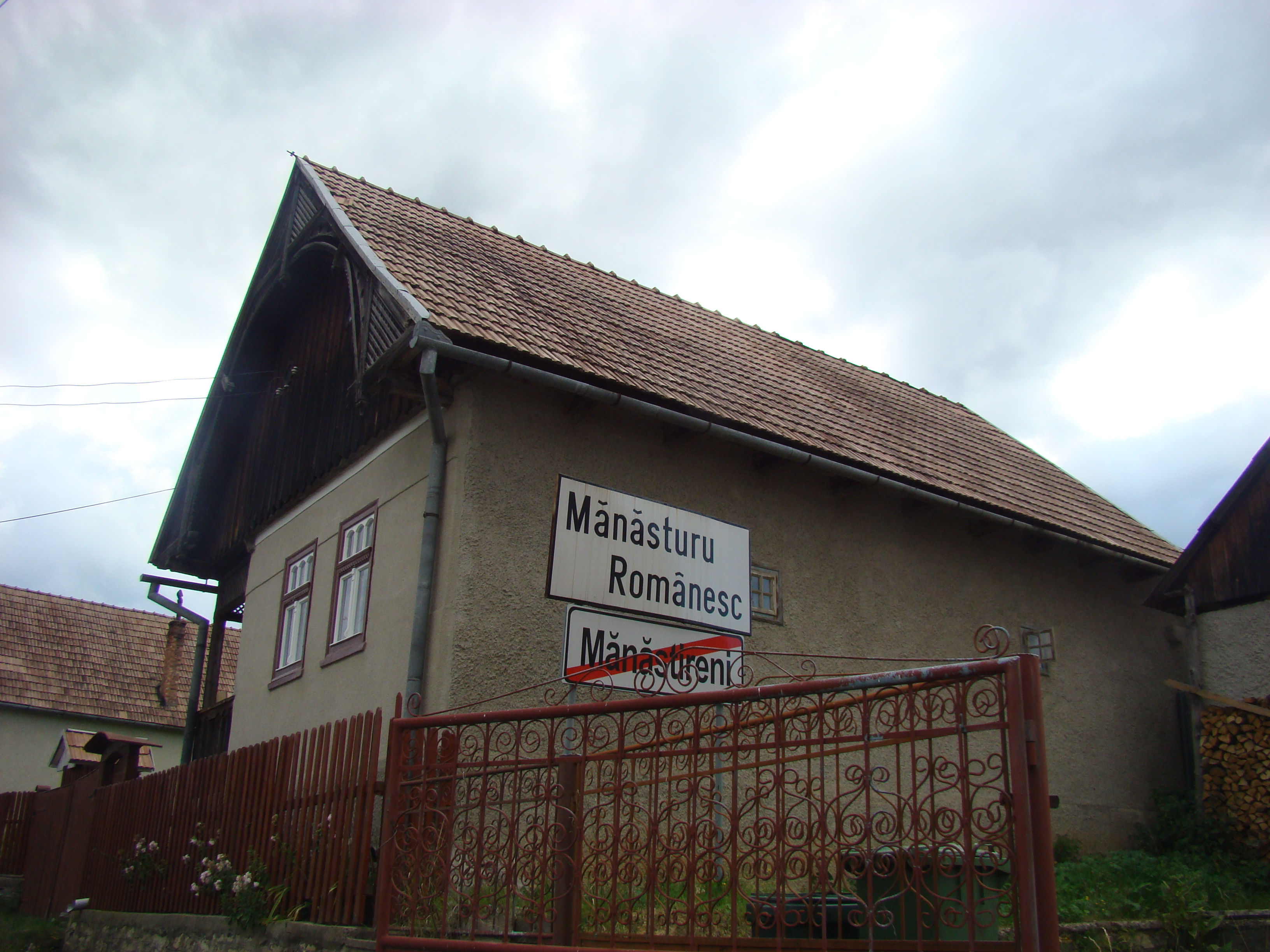
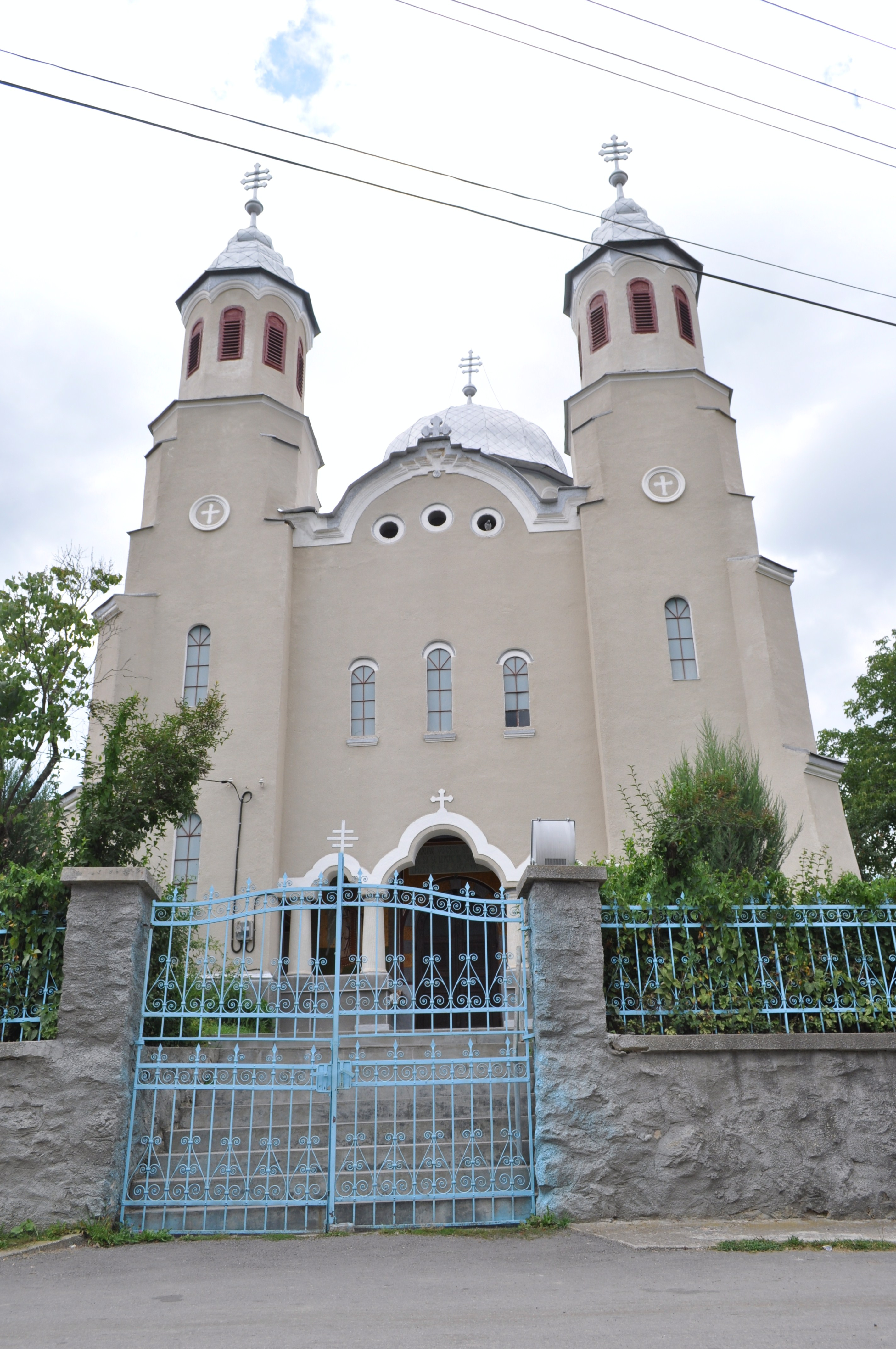

## Bibliografie

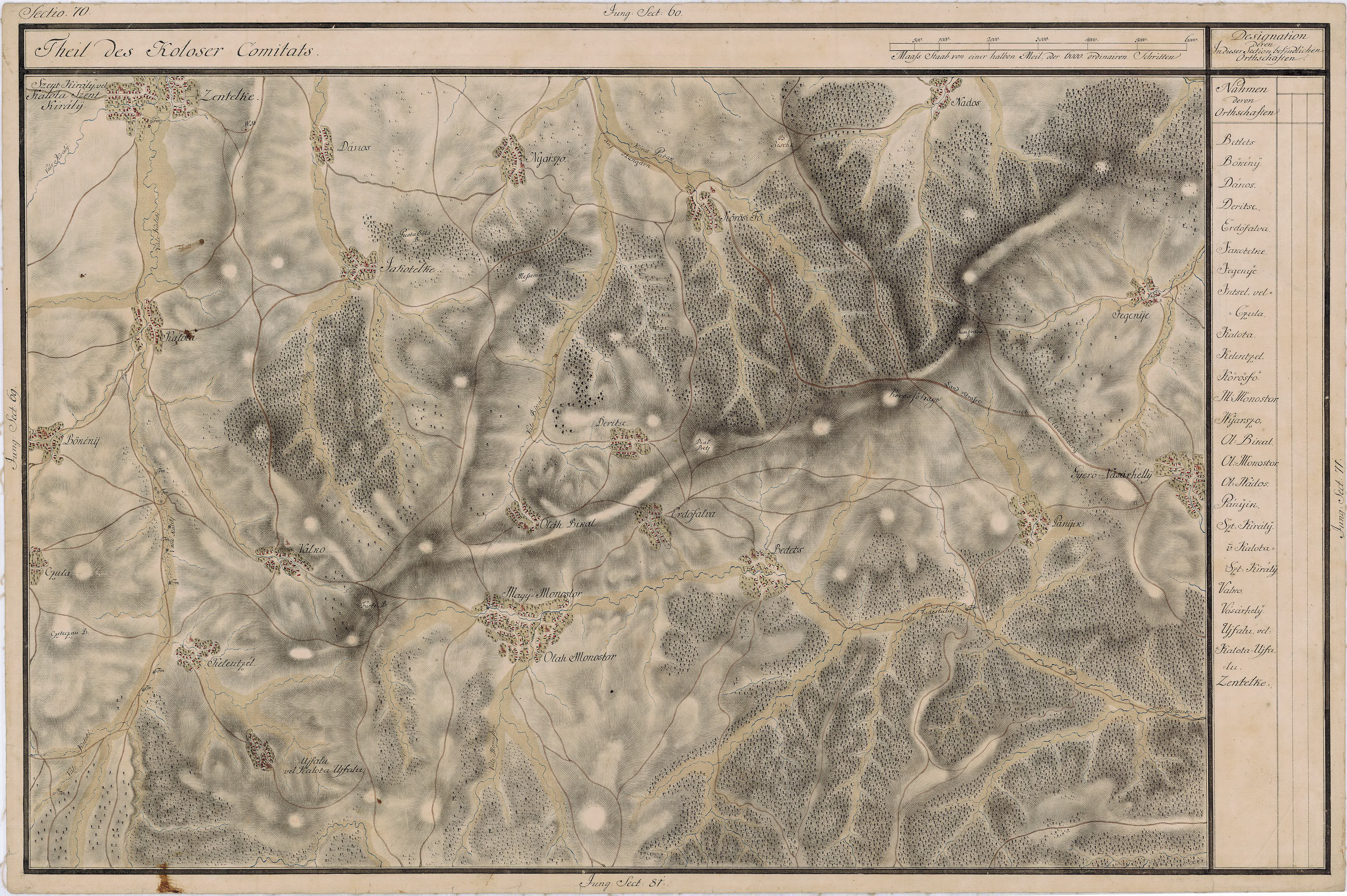
Mănăşturu Românesc în Harta Iosefină a Transilvaniei, 1769-1773